# Myotis grisescens
Myotis grisescens — вид рукокрилих роду Нічниця (Myotis).

## Поширення, поведінка
Країни проживання: США. Як правило, вони вибирають печери, які знаходяться в одному кілометрі від річки або водосховища.

## Опис
Цей вид кажанів вагою від 8 до 13 грамів. Вона харчується комахами вночі і відпочиває протягом дня. Зазвичай полює на водних об'єктах чергуючи періоди полювання з періодами відпочинку, щоб переварити їжу. Він може літати до 14 кілометрів, щоб досягти мисливських угідь від його місця проживання. Її крила можуть досягати 30 см у розмаху і забарвлені в темно-сірий колір.